# Слэй, Гарольд Крофтон
Гарольд Крофтон Слэй (англ. Harold Crofton Sleigh; 1867—1933) — австралийский предприниматель и судовладелец, основатель компании H.C. Sleigh and Company

## Биография
Родился 19 мая 1867 года в английском селе Уэстбери-он-Северн, графство Глостершир, в семье пивовара Гамильтона Нормана Слэя и его супруги Анны Элизабет Слэй, урожденной Уорд. Окончил Школу короля Эдуарда в городе Бат. Работал клерком в Бристольском акционерном банке (Bristol Joint Stock Bank), после чего стал акционером этого банка. Затем Слэй перешёл в Union Bank of London, где получил некоторые знания о судоходстве. Болезнь заставила его оставить дела и вернуться из Лондона в Бристоль, после чего он принял решение эмигрировать в Австралию, чтобы поправить своё здоровье.
Прибыв в Австралию в 1888 году, Слэй поселился в городе Ориндж, Новый Южный Уэльс, где занялся организацией перевозки товаров по рекам Муррей и Дарлинг. Позже он переехал в Мельбурн, где 5 июня 1895 года в англиканской церкви Святого Иоанна венчался с Марион Элизабет Шаппле.
В ноябре 1895 года Слэй и его партнёр Джон Макилрайт открыли торговую фирму, офис которой располагался на улице Флиндерс. Вскоре им удалось выиграть тендер на поставку угля правительству Западной Австралии, что стало началом успеха их бизнеса. По просьбе западноавстралийского правительства Слэй заказал в Глазго строительство двух пароходов — Cape Otway и Cape Leeuwin, которые затем использовались для перевозки в Западную Австралию как угля, так и людей, привлечённых возможностью разбогатеть на добыче золота. Впоследствии Макилрайт вышел из дела, и Слэй таким образом стал единоличным владельцем фирмы, получившей название H.C. Sleigh and Company.
Во время англо-бурской войны Слэй попытался наладить поставки товаров в действующую армию, но не достиг здесь больших успехов. Также в это время он посетил свою родную Великобританию, а также побывал в Южной Америке, где изучил перспективы торговли на этом континенте. Вернувшись в Мельбурн, он заключил контракт с британским правительством, по которому получил право перевозки австралийского сырья за границу.
В 1907 году Слэй был командирован английской фирмой «Восточное лесопромышленное общество» (Oriental Timber Corporation Ltd) в Императорскую Гавань, где скупил у местного предпринимателя Пюльккенена лесоперерабатывающий паровой завод и заготовленную древесину. Кроме этого, Слэй заключил контракт на вывоз 400 000 брёвен в течение трёх лет из Императорской Гавани. Вскоре на средства Слэя на берегах бухты Окоча были построены административные здания и жилые дома. К 1912 году вокруг лесоперерабатывающего завода образовалось селение, получившее название Знаменское — впоследствии на его месте вырос город Советская Гавань.Заготовленный в Императорской Гавани лес-кругляк перерабатывался в австралийском Джилонге.
В 1912—1917 годах был почётным вице-консулом России в Мельбурне.
В 1913 году Слэй купил в Калифорнии груз топлива, который грузополучатель не смог оплатить. Для того, чтобы продать его в Австралии, он зарегистрировал торговую марку Golden Fleece («Золотое руно»). Во время Первой мировой войны топливо под маркой Golden Fleece импортировалось во многие страны и котировалось на одном уровне с продукцией таких компаний как Vacuum и Shell.
После Первой мировой войны бизнес Слэя продолжал расширяться В 1920 году H.C. Sleigh and Company открыла сеть из двадцати автозаправочных станций в Мельбурне, Сиднее и Аделаиде. В 1929 году компанией были установлены в тех же городах крупногабаритные океанские терминалы для обработки поставок нефти с зарубежных нефтеперерабатывающих заводов. Одновременно фирма Слэя продолжала исправно выполнять правительственные заказы: так, в 1925—1927 годах ей был выполнен заказ на организацию паромных переправ в Северной территории.
В личной жизни Слэй был человеком целеустремленным и честным, строгим, но справедливым с окружающими. Практически не участвовал в общественной деятельности, предпочитая проводить свободное время с женой и сыном. К своему большому разочарованию, Слэй, много сделавший для развития автомобильного транспорта в Австралии, не мог водить машину, так как у него была ампутирована нога — вместо неё он носил деревянный протез.
Гарольд Крофтон Слэй скончался скончался от болезни сердца 24 апреля 1933 года в своем доме в мельбурнском районе Саут--Ярра. Похоронен на кладбище Бокс-Хилл. Его имущество, оцененное более чем в 80 000 фунтов стерлингов, унаследовали его вдова Марион Элизабет Слэй и сын Гамильтон Мортон Ховард Слэй (1896—1979). Гамильтон, сменивший отца на посту председателя и управляющего директора H.C. Sleigh and Company, значительно преумножил отцовское наследство. 
В 1947 году компания Слэя стала публичной, а для различных отраслей ее деятельности было создано несколько дочерних компаний — к примеру, торговлей нефтепродуктами стала заниматься Golden Fleece Company. 
В 1970 году Гамильтон Слэй был посвящён в рыцари.

## Память
В 1952 году в Сингапуре по заказу H.C. Sleigh and Company был построен танкер Harold Sleigh.